# Ina Kämpfe
Ina Kämpfe (* 13. Oktober 1962), auch Ina Gerlach, Ina Gerlach-Kämpfe und Ina Wüstenhagen, ist eine deutsche Schauspielerin, Synchronsprecherin, Dialogbuchautorin und -regisseurin.

## Leben und Karriere
Ina Gerlach ist die Tochter von Harry Wüstenhagen, der ebenfalls als Schauspieler und Synchronsprecher tätig war.
Ina Gerlach begann eine Schauspielkarriere und war unter anderem 1988 in drei Folgen der deutschen Fernsehserie Die Wicherts von nebenan zu sehen. Als sie den deutschen Festival-Veranstalter und Musikproduzenten Gerhard Kämpfe heiratete, beendete sie ihre Schauspielkarriere und widmet sich seit dem Ende der neunziger Jahre vornehmlich der Synchronregie und dem Schreiben von Dialogbüchern für die deutschen Synchronfassungen internationaler Film- und Fernsehproduktionen.
Als Synchronsprecherin lieh und leiht sie unter anderem Tatum O’Neal, Heidi Swedberg und Jane Krakowski ihre Stimme.

## Privates
Aus ihrer Ehe mit Gerhard Kämpfe stammt ein gemeinsamer Sohn.

## Synchronisation
Quelle: Deutsche Synchronkartei.

### Sprechrollen (Auswahl)
- 1974–75: Jodie Foster als Addie Pray in Papermoon [TV-Serie]
- 1979: Tatum O’Neal als Ferris in Kleine Biester [Spielfilm]
- 1985–87: Claire Yarlett als Bliss Colby in Die Colbys – Das Imperium (ab Staffel 2) [TV-Serie]
- 1988: Rebecca Arthur als Tina in Die Geister, die ich rief … [Spielfilm]
- 1992: Kay Rush als Lisa in Wendekreis der Angst [Spielfilm]
- 2006–13: Jane Krakowski als Jenna Maroney 30 Rock [TV-Serie]
- 2018: Malgorzata Bela als Susies Mutter in Suspiria [Spielfilm]

### Buch und Regie (Auswahl)
- 1995: Der Kuss der Sirene (Buch und Regie) [Spielfilm; dt. Version 1997]
- 1997: Die Cuba-Connection (Regie) [Spielfilm]
- 2001–15: Degrassi (Regie) [TV-Serie]
- 2016–19: Die Powerpuff Girls (Regie) [TV-Serie]

- 2017–21: Haus des Geldes (Staffel 2–5, Buch, Staffel 1–5, Regie) [TV-Serie]
- 2020: The Food Club - Pasta, Vino & Amore! (Regie) [Spielfilm]